# Helicopsis
Helicopsis är ett släkte av snäckor som beskrevs av Leopold Fitzinger 1833. Helicopsis ingår i familjen storsnäckor.
Släktet innehåller bara arten Helicopsis striata.